# Additiv talteori
Additiv talteori är en delgren av talteori som undersöker delmängder av heltal och hur de förändras om man adderar dem. Additiv talteori är nära relaterat till kombinatorisk talteori ocha geometrisk talteori. Två fundamentala objekt som undersöks inom additiv talteori är summamängden av två delmängder A och B av en Abelsk grupp G
{\displaystyle A+B=\{a+b:a\in A,b\in B\}}
och mängden 
{\displaystyle hA={\underset {h}{\underbrace {A+\cdots +A} }}.}